# Mid Africa Aviation
Mid Africa Aviation, in der Eigenvermarktung fly mid africa, ist eine gambische Fluggesellschaft mit Sitz in Banjul und Basis auf dem Banjul International Airport.

## Flugziele und Flotte
Mid Air Aviation bietet von Banjul aus Flüge innerhalb Westafrikas an.
Mit Stand April 2021 besteht die Flotte der Mid Africa Aviation aus drei Flugzeugen mit einem Durchschnittsalter von 27,5 Jahren:
| Flugzeugtyp    | Anzahl | bestellt | Anmerkungen                                                    |
| -------------- | ------ | -------- | -------------------------------------------------------------- |
| Boeing 737-300 | 2      |          | eine betrieben für Sudan Airways; eine betrieben für Tarco Air |
| Boeing 737-500 | 1      |          | inaktiv; betrieben für Tarco Air                               |
| Gesamt         | 3      | –        |                                                                |

Früher verwendete Flugzeugtypen:
- Boeing 737-400
- Dornier 328-300

## Weblink
- Offizielle Webpräsenz (englisch) (Memento vom 4. März 2016 im Internet Archive)